# Kinnearova–Perrenova reakce
Kinnearova–Perrenova reakce (někdy nazývaná Clayova–Kinnearova–Perrenova reakce) je organická reakce používaná na přípravu alkylfosfonyldichloridů (RP(O)Cl2) a alkylfosfonátových esterů z alkylchloridů a chloridu fosforitého za přítomnosti chloridu hlinitého jako katalyzátoru. Meziproduktem je alkyltrichlorfosfoniová sůl:
RCl + PCl3 + AlCl3 → [RPCl3]+AlCl4−
Redukcí tohoto meziproduktu práškovým hliníkem vznikají alkyldichlorfosfiny (RPCl2).
Jeho částečnou hydrolýzou se tvoří alkylfosfonyldichloridy:
[RPCl3]+AlCl4− + H2O → RP(O)Cl2 + AlCl3 + 2 HCl
Tuto reakci poprvé popsal John P. Clay a A. M. Kinnear a E. A. Perren ji rozvinuli, když ukázali, že použití chlorovaných derivátů methanu (CH4−xClx) vede ke vzniku odpovídajících CH3-, CH2Cl-, CHCl2- a CCl3-substituovaných produktů. Také ukázali, že pomocí sulfanu je možné připravit alkylthiofosforyldichloridy.